# رنسلیر آرپی-۳
رنسلیر آرپی-۳ (به انگلیسی: Rensselaer RP-3) یک بادپر ساختِ مؤسسه پلی‌تکنیک رنسلیر در کشور ایالات متحده آمریکا است.